# 1646 Росселан
1646 Росселан (1646 Rosseland) — астероїд головного поясу, відкритий 19 січня 1939 року. Газваний на честь Свена Росселана (1894-1985), норвезького астрофізика.
Тіссеранів параметр щодо Юпітера — 3,528.